# Dörfles-Esbach
Dörfles-Esbach település Németországban, azon belül Bajorországban. Lakosainak száma 3596 fő (2023. december 31.).

## Népesség
A település népessége az elmúlt években az alábbi módon változott:
| Lakosok száma | 95   | 2901 | 2883 | 3696 | 3648 | 3612 | 3662 | 3591 | 3551 | 3596 |
|               | 1925 | 1970 | 1975 | 2011 | 2013 | 2014 | 2016 | 2019 | 2021 | 2023 |